# Mallotus atrovirens
Espèce
Synonymes
- Croton atrovirens Wall.[1]

Statut de conservation UICN

 VU B1+2c : Vulnérable
Mallotus atrovirens est une espèce de plantes à fleurs de la famille des Euphorbiaceae.

## Publication originale
- Linnaea 34: 195. 1865.